# Svenska kyrkans lekmannaskola

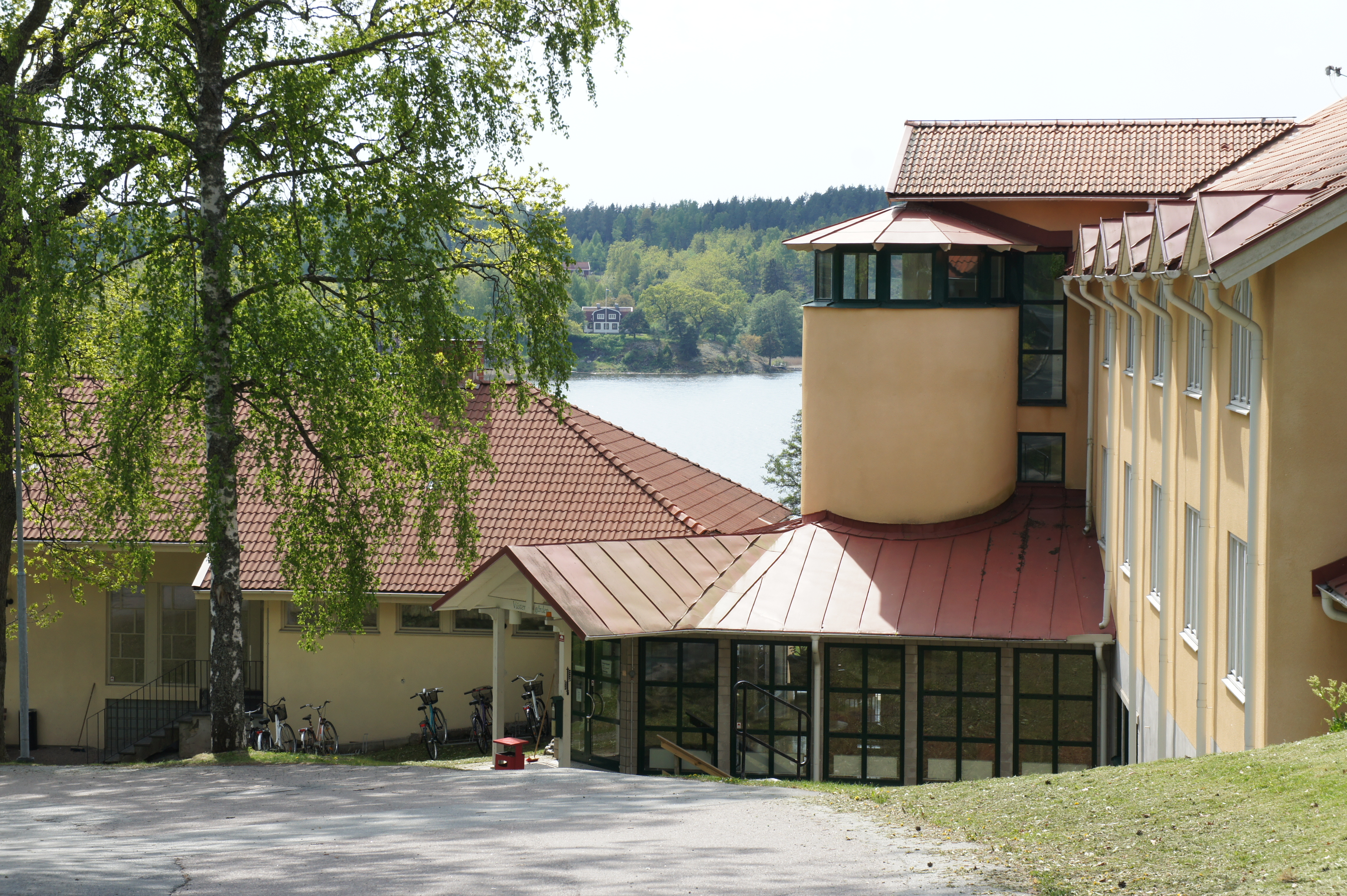

Svenska kyrkans lekmannaskola var en svensk utbildningsanstalt i Sigtuna för lekmän i Svenska kyrkan.
Svenska kyrkans lekmannaskola grundades 1922 och låg under Svenska kyrkans diakonistyrelse. Uppgiften var att utbilda lekmän för kyrkligt arbete, främst sådan som “utan fast anställning vilja som medhjälpare åt prästerskapet deltaga i församlingsarbete eller annan likartad verksamhet inom svenska kyrkan”. Till en början utbildades också pastorsdiakoner för tjänstgöring i ödemarks- och industriförsamlingar, samt vid soldathem.
Lekmannaskolan bytte 1978 namn till Svenska kyrkans kursgård Ansgarsliden. Verksamheten ingår sedan 1986 tillsammans med Sigtuna folkhögskola i Svenska kyrkans utbildningscentrum i Sigtuna.